# Chương Nghĩa quân
Chương Nghĩa quân (淮西軍), hay Hoài Tây quân, trị sở nay thuộc Trú Mã Điếm, tỉnh Hà Nam, Trung Quốc, là một phiên trấn dưới thời Trung Đường trong lịch sử Trung Quốc. Đây là một trấn lớn mạnh trong giai đoạn 762 - 817, cai trị độc lập với chính quyền trung ương, thậm chí từng lập quốc vào năm 784 - 786 với quốc hiệu Đại Sở. Về sau nhà Đường đem quân thảo phạt, giết Tiết độ sứ Ngô Nguyên Tế vào năm 817, trấn Chương Nghĩa lại thuộc quyền kiểm soát của nhà Đường.

## Lịch sử

### Lý Trung Thần
Trấn Chương Nghĩa nguyên tên là trấn Hoài Tây. Từ năm 755, An Lộc Sơn nổi dậy chống lại nhà Đường, kiến lập chính quyền Yên. Mặc dù cuộc nổi dậy này bị dẹp sau 8 năm, nhưng chính quyền trung ương nhà Đường cũng bắt đầu thể hiện dấu hiệu suy yếu. Các tướng lĩnh cũ của Yên đầu hàng, được triều đình bổ dụng làm tiết độ sứ các trấn vùng Hà Bắc như Điền Thừa Tự ở Ngụy Bác, Lý Bảo Thần ở Thành Đức, Lý Hoài Tiên ở Lư Long,... Để tạo sự cân bằng về thế lực, nhà Đường còn đặt các trấn vào sâu bên trong nội địa. Một số phiên trấn lớn bên trong bao gồm Hầu Hi Dật ở Bình Lư, Điền Thần Công ở Biện Tống, Lương Sùng Nghĩa ở Sơn Nam Đông Đạo và Lý Trung Thần ở Hoài Tây.
Lý Trung Thần (716 - 784), tên thật là Đổng Tần. Ông xuất thân trong gia đình quan lại, tổ phụ từng giữ chức ở phủ đô hộ An Đông. Sử sách miêu tả ông mạnh mẽ, uy võ. Về sau ông được cử làm tướng phục vụ tại trấn Bình Lư, dưới quyền Tiết độ sứ Vương Huyền Chí. Lúc loạn An Sử nổ ra, ông lập công to giúp triều đình nhà Đường tiêu diệt chính quyền Yên, nên được ban quốc tính, tên gọi là Trung Thần, phong chức Tiết độ sứ Hoài Tây năm 762, lãnh thổ cai trị gồm 11  châu phía bắc sông Hoài, về sau tăng thêm An châu. Dưới thời Đưòng Đại Tông (762 - 779), ông tham gia vào các chiến dịch thảo phạt các tướng phản động là Bộc Cố Hoài Ân, tiết độ sứ Đồng Hoa Chu Trí Quang, và chống quân Thổ Phiên xâm lấn.
Năm 773 - 775, ông hưởng ứng triều đình thảo phạt tiết độ sứ Ngụy Bác Điền Thừa Tự nhưng không thu được kết quả. Năm 776, tướng Biện châu là Lý Linh Diệu chiếm thành chống nhà Đường, Lý Trung Thần tham gia thảo phạt. Lý Linh Diệu bị diệt, nhà Đường đem đất Biện châu thưởng công cho quân Hoài Tây, nâng lãnh thổ Hoài Tây lên thành 13 châu. Lúc này Lý Trung Thần cho lập trị sở ở Thái châu.
Lý Trung Thần bị sử sách đánh giá là kẻ tham lam, hung bạo và háo sắc. Ông ta không tu quân chính, lại còn cưỡng dâm vợ và con gái của nhiều tướng dưới quyền. Ông phó thác việc trong phủ cho em rể là phó sứ Trương Huệ Quang; cha con người này lộng quyền quá, nhân dân oán hận. Cháu của Lý Trung Thần là Lý Hi Liệt được mọi người hướng về, bèn nảy sinh ý khác. Ông liên kết Thiếu tướng Đinh Hạo, Cổ Tử Hoa, Giám quân quan tương Tri Chương... khởi binh, giết chết cha con Huệ Quang vào ngày 28 tháng 3 năm 779,  và đuổi Lý Trung Thần. Trung Thần bỏ trốn đến Trường An và được triều đình trọng vọng. Về sau gian tặc Chu Thử tiếm hiệu xưng đế, Trung Thần tình nguyện phục vụ cho Thử, nên bị triều đình nhà Đường giết chết năm 784.

### Lý Hi Liệt và chánh quyền Sở
Triều đình nhà Đường công nhận Lý Hi Liệt là người lãnh đạo ở 12 châu Hoài Tây (trừ Biện châu). Lý Hi Liệt nhiều lần dâng tấu đề nghị vua Đường Đức Tông (779 - 805) hạn chế thế lực của các phiên trấn như Lý Chánh Kỉ ở Tri Thanh, Điền Thừa Tự ở Ngụy Bác và Lý Bảo Thần ở Thành Đức và Lương Sùng Nghĩa ở Sơn Nam Đông Đạo; rất hợp với ý của Đức Tông, vì thế Lý Hi Liệt được tin tưởng hơn trước.
Loạn tứ trấn bùng nổ (781), triều đình cử quân thảo phạt. Mùa hạ cùng năm, Đức Tông triệu tập các tiết độ sứ thảo phạt Lương Sùng Nghĩa, trong đó quân Hoài Tây là lực lượng chủ chốt.Có chiếu phong Lý Hi Liệt làm Nam Bình quận vương, kiêm Hán Bắc đô tri chư binh mã chiêu phủ xử trí sứ, ra quân đánh Lương Sùng Nghĩa. Quân Hoài Tây nhanh chóng đánh bại và tiêu diệt Lương Sùng Nghĩa, chiếm được Tương châu. Sau khi Tương châu bị chiếm thì đất Sơn Nam trở về với triều đình, nhưng Lý Hi Liệt vẫn giữ quân ở Hoài Tây, nhưng sau thấy lực lượng còn chưa đủ mạnh để chống lại triều đình, nên cho quân cướp bóc ở Tương châu thêm mấy ngày rồi rút lui. Kể từ sau trận này, Lý Hi Liệt sinh ra kiêu ngạo, muốn chống đối với chính quyền trung ương.
Chu Thao, Điền Duyệt, Lý Nạp, Vương Vũ Tuấn hợp mưu làm phản, Lý Hi Liệt thống lĩnh 30.000 quân mã, dời trị sở Hoài Tây đến Hứa châu, bề ngoài nói là để thuận tiện cho việc chiêu dụ hoặc tấn công Lý Nạp, nhưng thực chất là ông đã bí mật giao thông với chư tặc ở Hà Bắc, bàn kế làm loạn.
Bốn trấn làm phản xưng vương hiệu năm 782. bàn tính việc lôi kéo Lý Hi Liệt về phía mình, thỉnh Hi Liệt xưng đế hiệu. Hi Liệt chưa bằng lòng hắn, bèn giả mệnh Đức Tông, tự lập Thiên hạ đô nguyên soái, Thái úy, Kiến Hưng vương. Năm sau, bốn trấn sai sứ đến chỗ Lý Hi Liệt, thượng biểu xưng thần, khuyến tiến. Mùa xuân năm 783, Lý Hi Liệt cử quân xâm nhập Nhữ châu, bắt tướng Đường Lý Nguyên Bình rồi lui về. Cả thành Lạc Dương rúng động. Lý Hi Liệt sau đó còn đưa quân quấy nhiễu các châu xung quanh thành Lạc Dương. Hi Liệt lại tìm cách chặn đường giao thông từ Trường An đến Giang Hoài, khiến quân triều đình phải liên hệ với Giang Nam bằng con đường vòng. Ông sai bộ tướng Hàn Sương Lộ, Lưu Kính Tông, Trần Chất, Địch Huy đem quân cướp phá các châu huyện, đánh bại quân triều đình nhiều trận. Triều đình sai Lưu Đức Tín, Lý Miễn, Ca Thư Diệu thảo phạt, nhưng không thành công. Tương Thành bị quân Hoài Tây bao vây rất ngặt.
Cuối năm này, Chu Thử tiếm hiệu xưng đế, Vua Đức Tông phải chạy về Phụng Thiên. Nghe tin xa giá rời kinh, Hi Liệt ra quân tấn công, đại phá Ca Thư Diệu ở Tương Thành, Diệu chạy về Đông đô. Lại thừa thắng công hãm Biện châu, Lý Miễn cho quân phòng thủ, Hi Liệt công phá rất lâu chưa hạ được. Đầu năm 784, Lý Miễn thua trận chạy về Tống châu, Lý Hi Liệt chiếm được Biện châu. Ông dời trị sở Hoài Tây đến Biện châu. Thứ sử Hoạt châu dưới quyền tiết độ sứ Sơn Nam Đông Đạo là Lý Thừa là Lý Trừng đem Hứa châu theo về với Lý Hi Liệt. Cả Giang Hoài rúng động. Tiết độ sứ Hoài Nam Trần Thiếu Du sợ hãi, sai Ôn Thuật đến Biện quy phục Lý Hi Liệt.
Khi Hà Bắc chư tặc hàng phục, Lý Hi Liệt ý thế mạnh vẫn không phục và quyết định tự lập. Mùa xuân năm 784, Lý Hi Liệt tự xưng là hoàng thượng nước Sở, niên hiệu Vũ Thành, giết sứ triều đình Nhan Chân Khanh. Lấy Tôn Quảng, Trịnh Bí, Lý Thụ, Lý Nguyên Bình làm tể tướng, gọi Biện chây là Đại Lương phủ, phong Lý Thanh Khư làm phủ doãn. Ông lại đem quân uy hiếp khu vực Giang Hoài, định khống chế đường thủy Bắc - Nam nhưng thất bại, bèn chuyển hướng tấn công các châu ở Hà Nam, cũng bị đánh tan. Năm 785, quân nhà Đường khôi phục Biện châu, Lý Hi Liệt chạy về Thái châu, không chấp nhận sự chiêu an của nhà Đường. Năm 786, ông bị tướng dưới quyền Trần Tiên Kì giết chết, chính quyền Sở diệt vong.

### Tiếp tục bán li khai
Trong cùng năm 786, Ngô Thiếu Thành giết Trần Tiên Kì, nắm quyền lãnh đạo Hoài Tây. Vua Đức Tông bất lực ngồi nhìn, sau đó hạ chiếu phong cho con mình là Lý Lượng làm tiết độ sứ ở Hoài Tây trên danh nghĩa, còn Ngô Thiếu Thành làm Thân Quang Thái đẳng châu tiết độ quan sát binh mã lưu hậu, nắm thực quyền vì Lý Lượng không có mặt ở Hoài Tây mà vẫn ở Trường An. Năm 789, nhà Đường chính thức phong Ngô Thiếu Thành chức tiết độ sứ Chương Nghĩa. Từ bấy giờ trấn Hoài Tây gọi là trấn Chương Nghĩa.
Ngô Thiếu Thành nắm quyền ở Chương Nghĩa, cần kiệm vô tư, công bằng hiệu quả, tuy nhiên ông vẫn cai trị bán độc lập. Năm 787, ông cho tu sửa thành Thái châu, sẵn sàng đối đầu với các cuộc tấn công của quân đội nhà Đường, và giết hại những người có ý chống đối. Năm 797, Ngô Thiếu Thành cho đào kênh Đao Câu thay đổi dòng chảy của dòng Nhữ Thủy mà không cần lệnh của triều đình, bảo rằng nó có lợi cho việc sản xuất nông nghiệp của người dân, triều đình phải hết sức nài nỉ, ông mới dừng việc đào kênh.
Từ năm 798 - 800, Ngô Thiếu Thành tiến hành chiến dịch chống nhà Đường. Năm 798, do thiếu lương thực, ông dẫn quân cướp bóc Hoắc San thuộc Thọ châu của trấn Hoài Nam, giết chết tướng triều đình là Tạ Tường và chiếm được Hoắc Sơn. Sang năm 799, ông lại tấn công vào địa phận Đường châu (Trú Mã Điếm, Hà Nam, Trung Quốc) thuộc trấn Sơn Nam Đông Đạo, bắt dân đưa về. Cùng năm ông lại đem quân tấn công vào huyện Lâm Dĩnh của trấn Trần Hứa. Tại Trường An, vua Đức Tông hạ chiếu tước hết quan tước của Ngô Thiếu Thành và điều quân các trấn xung quanh cùng tấn công Chương Nghĩa. Tuy giành thắng một số trận, nhưng quân đội triều đình thiếu sự phối hợp với nhau nên nhanh chóng mất phương hướng và bị quân Hoài Tây đảo ngược tình hình. Về sau Hàn Toàn Nghĩa giết được đô tướng các trấn hỗ trợ Chương Nghĩa là Chiêu Nghĩa, Hoạt châu, Hà Dương, Hà Trung, chỉnh đốn lại binh mã. Trước tình hình đó, ông rút quân về Thái châu vào mùa đông năm 800. Về sau nhà Đường phải xá tội và khôi phục toàn bộ quan tước cho ông. Theo Tân Đường thư, Ngô Thiếu Thành tìm cách khích động người dân trong trấn chống lại triều đình bằng cách phao lên rằng triều đình hạ lệnh cho Hàn Toàn Nghĩa cướp bóc vùng Hoài Tây, bắt phụ nữ vào cung hầu hạ. Đồng thời ông cho làm nhiều văn tự bí ẩn có nội dung nói xấu triều đình nhà Đường.
Năm 810, Ngô Thiếu Thành qua đời. Khi còn ở Ngụy Bác, cùng với em họ là nha tướng Ngô Thiếu Dương có quan hệ gần gũi với nhau. Khi lên nắm quyền, ông sai sứ đến Ngụy, gửi tặng vàng và lụa nhờ tiết độ sứ Điền Tự đưa Ngô Thiếu Dương đến Chương Nghĩa, người Ngụy nghe theo. Ngô Thiếu Thành đặc biệt hậu đãi Ngô Thiếu Dương, Thiếu Dương thăng tiến nhanh chóng được tự do ra vào nhà ông. Thấy Thiếu Thành độc ác khắc nghiệt, Thiếu Dương tỏ ra lo sợ, nên xin ra ngoài, được phong chức thứ sử Thân châu được khoảng 5 năm. Thiếu Dương khoan dung nhân ái nên được quân sĩ ủng hộ, tôn phù. Khi Thiếu Thành sắp chết, người thân cận của ông là Tiêu Vu Hùng Nhi giả mạo lệnh của ông cho triệu Ngô Thiếu Dương về Thái châu và phong làm Tiết độ phó sứ, tri quân châu sự. Ngô Thiếu Dương giết con trai của ông là Ngô Nguyên Khánh, năm đó hơn 20 tuổi và giữ chức Ngự sử trung thừa, rồi tự nắm quyền. Về sau, Đường Hiến Tông (805 - 820) chính thức phong cho Thiếu Dương làm Chương Nghĩa quân tiết độ sứ

### Diệt vong
Ngô Thiếu Dương cai trị Thái châu trong 5 năm, cai trị độc lập với triều đình trung ương. Vùng đất Nhữ Nam có nhiều đồng cỏ lớn, ông cho nuôi các loại gia súc như ngựa và la; lại thường xuyên cho quân cướp phá những cánh đồng trồng trà ở Thọ châu. Những người bỏ trốn từ các trấn khác nếu chạy sang Hoài Tây đều được Ngô Thiếu Dương thu nhận và sung vào quân đội của mình. Để xoa dịu chính quyền trung ương, ông thường theo lệ tiến công ngựa cho triều đình, do đó Nhà Vua vẫn để yên cho ông ở Chương Nghĩa.
Năm 814, Ngô Thiếu Dương qua đời tại trấn. Con trai ông là Ngô Nguyên Tế giấu việc không báo tang, rồi dâng biểu lên triều đình xin lĩnh tiết việt, nhưng Nhà Vua không chấp thuận. Đáp lại, Ngô Nguyên Tế đem quân cướp phá những vùng xung quanh khiến triều đình quyết định cử quân thảo phạt, cuối cùng Nguyên Tế thua trận và bị giết. Bùi Độ được phong chức Tiết độ sứ 10 châu ở Chương Nghĩa. Từ đó đất Sở trở về quyền quản lý của triều đình.